# Versöhnungskirche (Schorndorf)

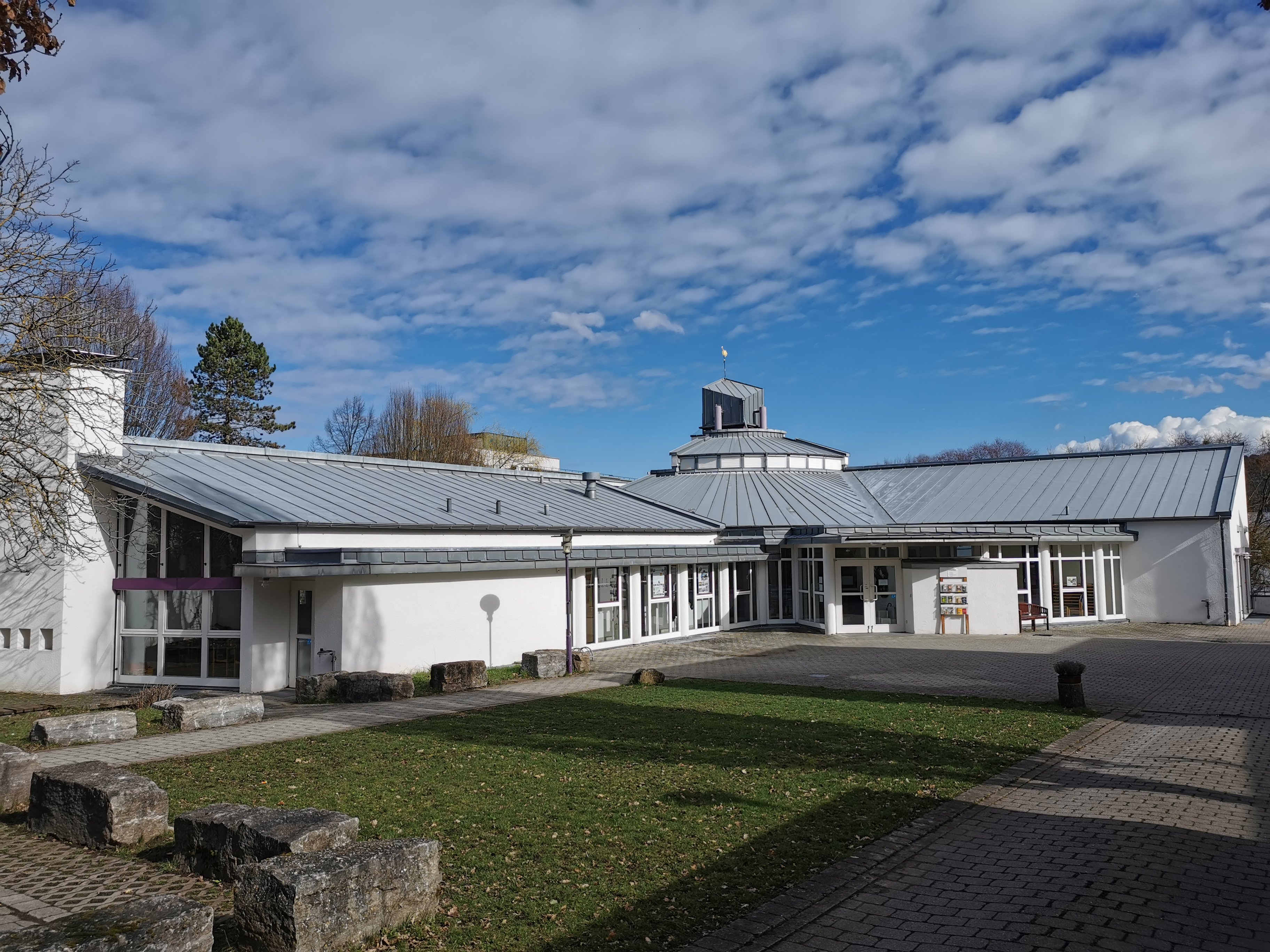
Versöhnungskirche Schorndorf

Die Versöhnungskirche ist eine evangelische Kirche in der Südstadt von Schorndorf und Teil der Gesamtkirchengemeinde Schorndorf im Kirchenbezirk Schorndorf der Evangelischen Landeskirche in Württemberg. Das Kirchengebäude stammt aus dem Jahr 1990 und wurde von Andreas Felger gestaltet.

## Geschichte
Nach dem Zweiten Weltkrieg wuchs die Einwohnerzahl Schorndorfs stark an. Ab 1955 entstanden am südlichen Stadtrand die Aichenbachsiedlung, danach die Fuchshof- und Röhrachsiedlung. Bis 1956 gab es noch keine Omnibusverbindung dorthin, deshalb versammelten sich einmal monatlich evangelische Christen in Privathäusern zu Gottesdiensten und Bibelstunden, die durch den Pfarrer der Stadtkirche gehalten wurden.
Als auch nach Eröffnung der Buslinie nur Wenige aus den Siedlungen in die Stadtkirche fuhren, beschloss der Kirchengemeinderat, einen Versammlungsraum zu schaffen. Am 3. Dezember 1961, dem 1. Adventssonntag, wurde eine kleine Holzbaracke als Kirche eingeweiht. Diese wurde jedoch bald zu klein, als ab etwa 1960 auf den bisherigen Streuobstwiesen und Äckern mehr und mehr Häuser gebaut wurden.
Mit Wirkung vom 5. Dezember 1971 wurde die Versöhnungskirchengemeinde durch Abtrennung von der Stadtkirchengemeinde Schorndorf eine eigene Gemeinde und mit Schreiben vom 8. September 1971 als Körperschaft des öffentlichen Rechts durch das Kultusministerium anerkannt.
Für ein größeres Gemeindezentrum wurde ein Grundstück an der Krummhaarstraße erworben. Dort wurde 1972 ein von der Landeskirche geliehenes Montage-Gemeindehaus errichtet. Daneben entstanden bis 1974 der heute zweigruppige „Versöhnungskindergarten“ und ein Mitarbeiterwohnhaus.
Nach einem Wettbewerb beauftragte 1986 die Evangelische Gesamtkirchengemeinde Schorndorf das Architekturbüro Fetzer und Nuding aus Remshalden-Grunbach mit Planung und Bauleitung zu einem Gebäude, das als Kirche und als Gemeindehaus dienen sollte. Der Neubau, dessen Innenraum Andreas Felger gestaltet hatte, wurde 1991 eingeweiht.
Die Gemeinde pflegt seit 2004 eine Partnerschaft mit der Tema Joint Church in Tema, Ghana.

## Ausstattung
Der Kirchensaal wird geprägt durch den Altarraum mit zwei Buntglasfenstern des Künstlers Andreas Felger zu beiden Seiten des Altares, die gemeinsam mit dem Altarrelief das namensgebende Thema „Versöhnung“ aufgreifen und interpretieren.
Das linke Fenster trägt den Titel Schöpfung und stellt den Baum des Lebens aus Genesis dar, dem in der Glasdarstellung die vier Paradiesströme entspringen. Das rechte Fenster trägt den Titel Versöhnung und stellt das Gleichnis vom Verlorenen Sohn (Lukas 15, 11–32) als ein Bild der Vergebung und der Aufhebung von Schuld durch Gnade dar.
Das Altarrelief Lamm Gottes (Öl auf Holz mit Blattgold) dazwischen verbindet beide Fenster und greift das Motiv des Lamm Gottes als Zeichen der Auferstehung Christi und der Vergebung menschlicher Sünden auf: „Seht, das Lamm Gottes, das die Sünde der Welt hinwegnimmt.“ (Johannes 1, 29). Das Lamm ist in Anlehnung an Offenbarung 5, 6–7 mit sieben Augen dargestellt, eine Darstellung, die auch schon in Albrecht Dürers Holzschnitt-Zyklus der Apokalypse vorkommt. Darunter sind die Sieben Siegel aus der Offenbarung zu erkennen, die zu öffnen das Lamm würdig ist (Offenbarung 5). Andreas Felger verband darin diese bekannten und zugleich auch vielschichtigen christlichen Themen kompositorisch so, dass sie dynamisch ineinander übergehen. So entspringen dem Blutfluss des Lammes Brot und Wein des Abendmahls und wird gleichzeitig zum Wasser am Fuße des Paradiesbaums, zum Fluss des Lebens.

## Pfarrer der Versöhnungskirche
- 1972–1993: Konrad Dieterich
- 1993–2024: Thomas Fuchsloch
- 2003–2005: Esther Barth
- seit 2024: Markus Steinhilber